# Mishima - Una vita in quattro capitoli
Mishima - Una vita in quattro capitoli (Mishima: A Life in Four Chapters) è un film del 1985 diretto da Paul Schrader. È stato presentato in concorso al 38º Festival di Cannes.

## Trama
Il film sintetizza i quattro momenti fondamentali della esistenza di Yukio Mishima:
1. Bellezza -
Ispirato al romanzo Il padiglione d'oro. Il protagonista assoluto è il tempio dorato che affascina ed inibisce ad un tempo il suo novizio al punto di renderlo incapace dell'atto d'amore e di parlare correntemente. È l'odio per il Bello che lo porterà alla distruzione del celebrato gioiello emblema di perfezione per finalmente sentirsi libero e uguale agli altri.
2. Arte -
Da una delle storie che compongono il romanzo La casa di Kyōko. Osamu, il giovane attore narcisista, ossessionato dal proprio corpo che detesta, mentre giace a letto con una donna disserta sulla bellezza corporea ideale. Pur se riluttante, accetta di avere con lei una relazione sadomasochista che lo porterà in breve a scoprire il proprio corpo irrimediabilmente deturpato. Non c'è più scelta, l'unica soluzione è la morte.
3. Azione -
Dal romanzo Cavalli in fuga. Isao, un giovane cadetto, è un fervente patriota il cui unico credo sta nella dedizione assoluta al suo imperatore. Con i compagni decide di purgare la Nazione del demone del capitalismo ma la sua cospirazione fallisce ed Isao è pronto per il più sublime atto di catarsi: il suicidio della tradizione samuraica (seppuku).
4. Armonia tra Penna e Spada -
È il suicidio di Mishima, è il culmine dei suoi romanzi rappresentati nelle prime tre parti. Così come la sua creatività letteraria appare tutta votata alla morte così quella morte che Mishima si darà appare come l'ultima delle sue opere, l'atto che soddisfa la sua ansia crudele di somigliare ad esse annullandovisi: l'estremo paradossale tentativo di unire Arte e Vita. È il 25 novembre 1970.

## Riconoscimenti
- Festival di Cannes 1985
  - Premio per il contributo artistico (John Bailey, Eiko Ishioka e Philip Glass)